# Shiseido

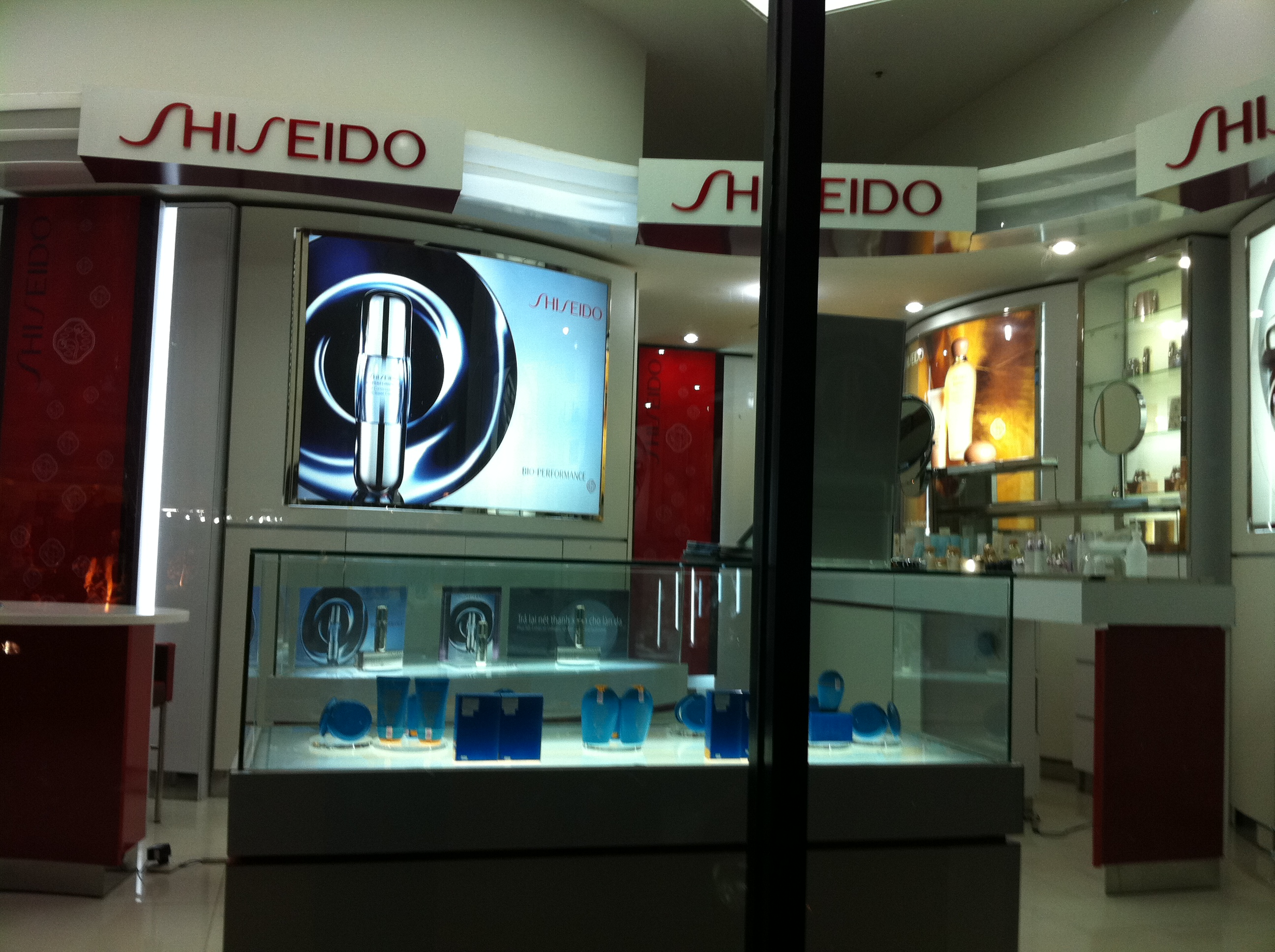
Butik i Hanoi.

Shiseido är ett japanskt kosmetikaföretag. Det grundades 1872, vilket gör det till det äldsta existerande kosmetikaföretaget i världen.